# Joachim Zeune

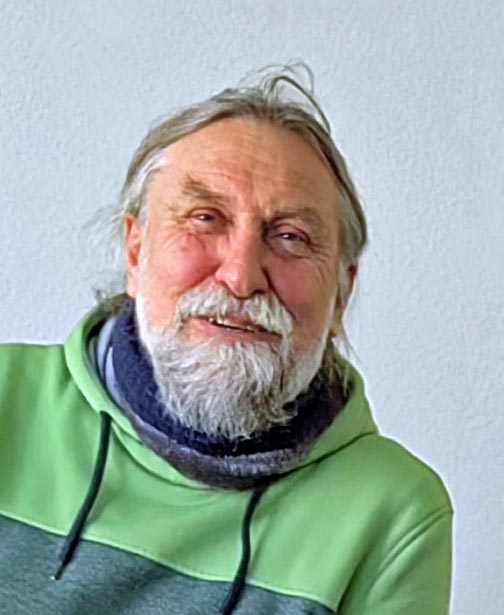
Joachim Zeune (2022)

Joachim Zeune (* 1952 in München) ist ein deutscher Mittelalterarchäologe, Historiker und Burgenforscher.

## Ausbildung und wissenschaftliches Wirken
Nach dem Studium der Kunsterziehung in München und der Mittelalterarchäologie promovierte Joachim Zeune an der Universität Bamberg über Burgen in Schottland. Von 1987 bis 1994 war er wissenschaftlicher Mitarbeiter am Lehrstuhl für Archäologie des Mittelalters und der Neuzeit der Universität Bamberg und wissenschaftlicher Grabungsleiter des DFG-Großprojektes „Babenburg“ auf dem Domberg Bamberg. Er hat sich seither durch zahlreiche bauhistorische und archäologische Untersuchungen sowie Publikationen den Ruf eines international bedeutenden Burgenforschers erarbeitet.

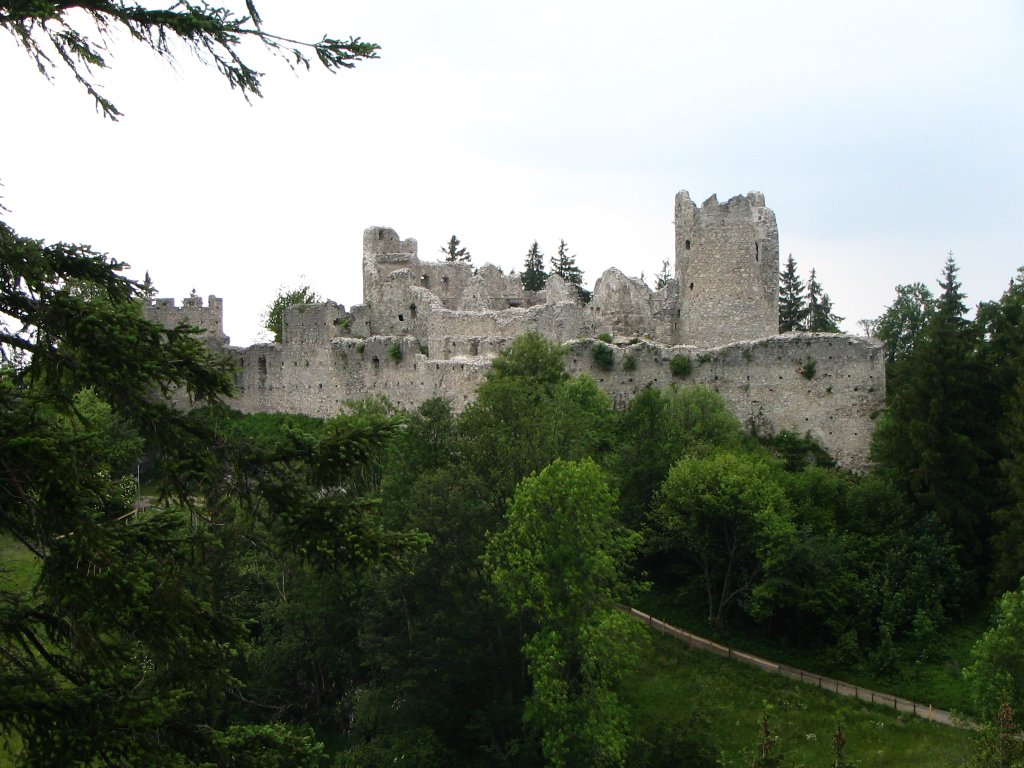
1997–2008 konzipierte und leitete Joachim Zeune die Mustersanierung der Burg Hohenfreyberg im Allgäu

## Populärwissenschaftliches Wirken
Zeune ist als „Burgenversteher“ einer breiten Öffentlichkeit vor allem durch seinen populärwissenschaftlichen Band Burgen – Symbole der Macht (1996) sowie seinen Band „Ritterburgen“ in der Reihe Beck Wissen bekannt. 2022 publizierte Zeune mit den Verlagen Friedrich Pustet und Morsbach das populärwissenschaftliche Werk Gottes Burgen. Kirchenburgen, Wehrkirchhöfe und Wehrkirchen in Franken.
Auch im Fernsehen trat Zeune als Erklärer von Burgen und ihrer Geschichte auf, so u. a. in den Kindersendungen Live@Five (Disney Channel) und Willi wills wissen (KiKa, ARD). 2018–19 oblag Zeune die wissenschaftliche Fachbegleitung bei dem Zweiteiler Mythos Burg in der ZDF-Serie Terra X.

## Büro für Burgenforschung
Das von Joachim Zeune 1995 gegründete Büro für Burgenforschung (BfB) in Eisenberg (Allgäu) ist bis heute das einzige private Büro für Burgenforschung in Deutschland und unterhält Kooperationsbüros in Rattelsdorf (bei Bamberg), Emmerich (bei Kleve) und Marburg. Das Büro hat seit seiner Gründung – nach Eigendarstellung – fast dreihundert Projekte durchgeführt, dabei Burganlagen in ganz Deutschland und im angrenzenden Ausland untersucht, saniert oder kulturtouristisch erschlossen sowie mehrere Ausstellungen konzipiert und realisiert. Zeune arbeitet eng mit Medien- und Designfirmen zusammen. Als Ergebnis dieser Kooperationen entstanden u. a. virtuelle Rekonstruktionen verschwundener oder veränderter Burganlagen. Zu den Tätigkeitsschwerpunkten gehören auch die Erarbeitung didaktischer Erschließungen und die Konzeption von Museen und Ausstellungen.
International beachtet wird vor allem die Mustersanierung der Burg Hohenfreyberg im Allgäu. Zeune erarbeitete hier ein Konzept zur behutsamen Sicherung des Originalbestandes, auf Ergänzungen wurde hier bewusst verzichtet. Die Maßnahmen wurden von einer sorgfältigen Dokumentation und Bauforschung begleitet. Der Unterschied zu einer herkömmlichen Burgsanierung wird besonders am Beispiel der nur fünf Gehminuten entfernten Nachbarburg Eisenberg deutlich, die mit Hilfe eines Vereins und der Gemeinde vor dem Verfall gerettet wurde. Hier wurden zahlreiche Mauerpartien rekonstruiert und ergänzt und die Ruinensilhouette geglättet.
Das Burgenbüro Zeunes war auch maßgebend an der Konzeption einiger Burgenkundlicher Lehrpfade, der Ausarbeitung der Burgenregion Ostallgäu-Außerfern sowie der Burgenregion Allgäu beteiligt. Als wegweisend gilt in Fachkreisen auch die Anlage des Burgenkundlichen Lehrpfades Haßberge. Zahlreiche Informationstafeln erschließen hier insgesamt acht Burganlagen, die teilweise unter Beteiligung Zeunes saniert und burgenkundlich erforscht wurden (Burg Altenstein, Burg Lichtenstein). Der Lehrpfad, der später zum Deutscher Burgenwinkel erweitert wurde, war Vorbild einiger ähnlicher Rundwege in ganz Mitteleuropa und mündete in der touristischen und wissenschaftlichen Aufarbeitung von Burgenregionen wie dem Allgäu und dem angrenzenden Außerfern sowie der Haßberge.

## Ehrenämter
Joachim Zeune ist Kurator des Europäischen Burgeninstituts und deutscher Beisitzer im Wissenschaftlichen Beirat von Europa Nostra Europa Nostra. Seit 2003 steht Zeune dem Wissenschaftlichen Beirat der Deutschen Burgenvereinigung als 1. Vorsitzender vor.

## Veröffentlichungen (Auswahl)
(chronologisch)
- Der schottische Burgenbau vom 15. bis 17. Jahrhundert. Untersuchungen insbesondere zum Wohnbereich. Marksburg über Braubach 1989, ISBN 3-927558-00-1.
- The Last Scottish Castles. Buch am Erlbach 1992.
- St. Georg in Effeltrich. München 1992.
- Burg Aggstein. München 1993.
- als Herausgeber:  Geschichte aus Gruben und Scherben. Archäologische Ausgrabungen auf dem Domberg in Bamberg. Eine didaktische Ausstellung des Historischen Museums Bamberg und des Lehrstuhls für Archäologie des Mittelalters und der Neuzeit an der Universität Bamberg, 20. Juni – 31. Oktober 1993. Studien und Beiträge zur Ausstellung. Bamberg 1993 (= Schriften des Historischen Museums Bamberg. Band 26), ohne ISBN. (Inhaltsverzeichnis auf opac.regesta-imperii.de)
- mit Hans-Jürgen Schubert: Stein an der Traun in Geschichte und Gegenwart. Herausgegeben vom Verein Freunde der Burg Stein e. V.  Stein a. d. Tr. 1993 (8. Auflage: 2006).
- Burgen – Symbole der Macht. Regensburg 1996.
- Symbole von Macht und Vergänglichkeit. Burgenkundlicher Lehrpfad Haßberge. Hassfurt 1996.
- Burg Lichtenstein. Regensburg 1998.
- mit K. Leidorf, W. Irlinger, P. Ettel: Burgen in Bayern. Stuttgart 1999
- Hohenfreyberg – Kleiner Burgenführer. Eisenberg 1999.
- Auerburg – Kleiner Burgenführer. Eisenberg 1999.
- Eisenberg – Kleiner Burgenführer. Eisenberg 1999.
- Burg Werdenfels. Garmisch-Partenkirchen 2000.
- mit Roland Möller: Familienstiftung Schloß Tratzberg in Zusammenarbeit mit dem Europäischen Burgeninstitut (Hrsg.): Schloß Tratzberg. Renaissancejuwel im Inntal, Tirol (= Europäische Burgen und Schlösser. Veröffentlichungen der Deutschen Burgenvereinigung. Reihe D, Heft 4). Europäisches Burgeninstitut, Braubach 2001, ISBN 3-927558-18-4.
- mit Heinrich Wagner (Hrsg.): Das Salzburgbuch. Bad Neustadt 2008.
- mit Silke Schmelzer: Burgen-Abenteuer für kleine Ritter. 12 Erlebniswanderungen für Kinder im Allgäu. München 2009.
- Ritterburgen. Bauwerk, Herrschaft, Kultur. Verlag C. H. Beck, München 2015, ISBN 978-3-406-66091-7. (Besprechung von Thomas Wozniak auf hsozkult.de, 10. Februar 2016, abgerufen am 21. Januar 2023.)
- Gottes Burgen. Kirchenburgen, Wehrkirchhöfe und Wehrkirchen in Franken. Verlag Friedrich Pustet, Regensburg 2022, ISBN 978-3-7917-3305-0.
- Die Lichtenburg – kleiner Burgführer, Ostheim vor der Rhön 2023.